# 上座部佛教
上座部佛教（羅馬化：theravāda，直译：「长者的教义」，羅馬化：sthaviravāda，羅馬化：theravāda，直译：「上座学派」），佛教宗派，現今流行於斯里蘭卡、緬甸、泰國、馬來西亞、柬埔寨、寮國、越南高棉族、老撾族及中國大陆傣族聚居地等地，還有一些古印度傳承殘存在孟加拉吉大港山區、尼泊爾連同印度米佐拉姆邦、藏南地區以及雲南傣族聚居區；與大乘佛教並列為現存佛教最基本的兩大派別。
因其尊奉巴利三藏，以巴利語為聖典語言，因此又稱巴利語系佛教、巴利佛教。因其由印度南傳至錫蘭與東南亞一帶，又稱南傳佛教；與北傳至中亞、東亞、藏區的北傳佛教（包括漢傳、藏傳）相對。現今上座部佛教，源自斯里蘭卡上座部分別說系赤铜鍱部大寺派傳承。
上座部及與之區別的大眾部這兩個術語，從歷史源流上觀之，是來自印度佛教史上導致佛教根本分裂的戒律議題紛爭。上座部佛教內的各成員，絕大多數修持聲聞乘的解脫道教法，以成阿羅漢為修行目標，但也未排除會有成員選擇修持菩薩乘的菩薩道教法，以成佛為修行目標的情況，詳見南傳菩薩道詞條。
根據上座部佛教：佛陀並不是千變萬化、有求必應的神、救世主。佛陀是一位智慧和德行圓滿的覺悟者，是一位教導斷除煩惱方法的導師。事實上，佛教徒並不求助於神，認為神和人的區別只在於生命長短，同樣得落於輪迴；人的解脫在於自我的修行，最終達到涅槃，由此脫離輪迴，解脫痛苦。學術界有觀點認為，釋迦牟尼佛開創的佛教和其他宗教不同，是屬於無神論的。

## 起源

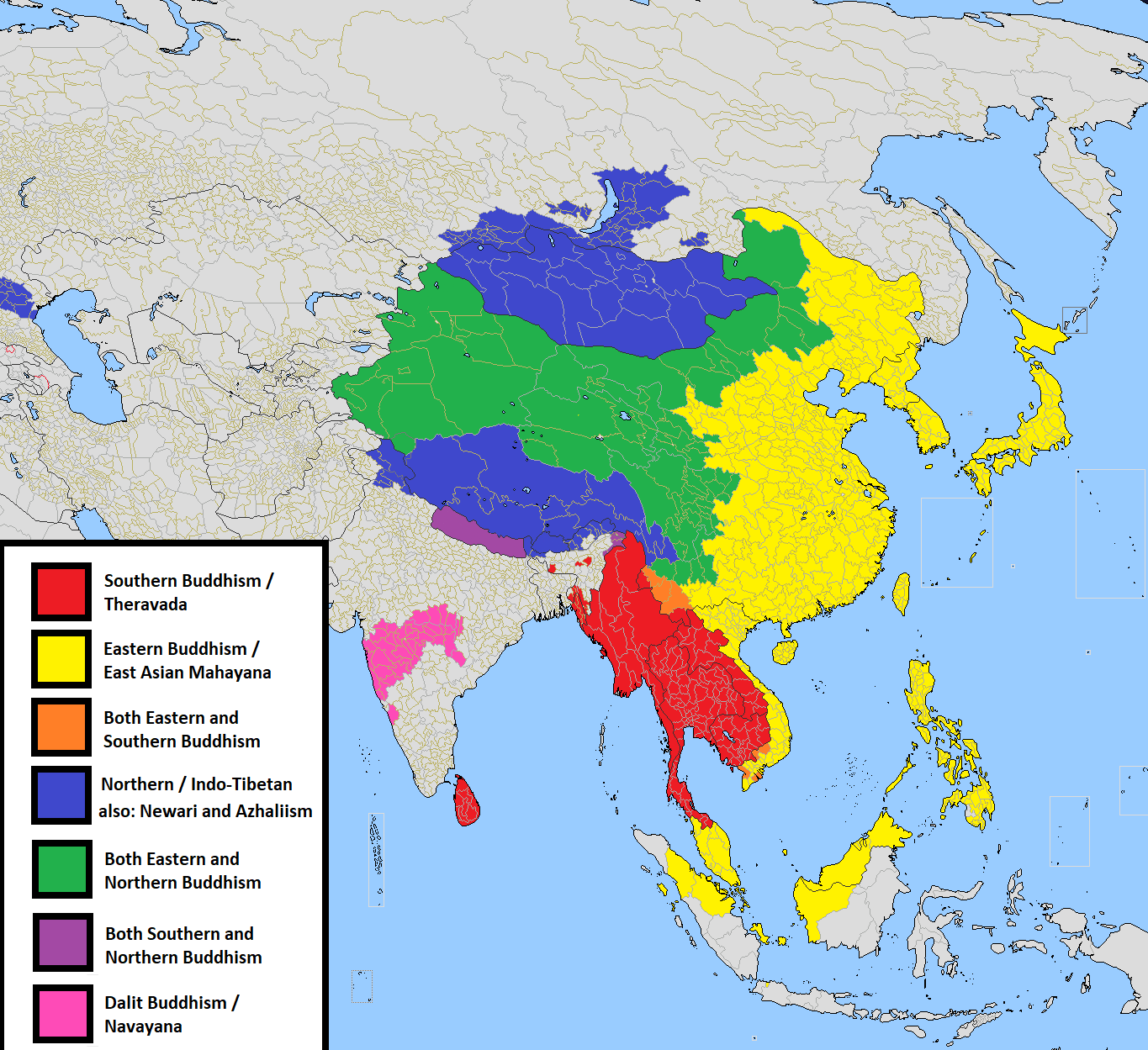
佛教主要教派分布，紅色地区即是上座部佛教流行的地区

佛教起源於喜马拉雅山南麓一帶，後來向外傳播發展，分成兩大系統：向北方流傳的，經過中亞傳到中國西域、漢地、西藏及蒙古，再傳到朝鮮半島、日本、越南等地，屬於北傳佛教；向南方流傳的，经过东天竺（即今印度阿萨姆邦）榜葛剌（即今孟加拉）傳到斯里蘭卡，然後再傳到東南亞的緬甸、泰國、柬埔寨、老撾，及中國雲南傣族等地區，屬於南傳佛教。
在釋迦佛佛滅之後百年，印度西部摩偷羅國的上座耶舍比丘，往東方毗舍離城，見當地的跋耆族比丘，在布薩日向民眾求施金錢，此即「佛教毘舍離結集」。耶舍比丘認為此舉非法，遂向民眾宣說此為非法，卻令當地比丘大怒而趕他出城。耶舍比丘回西方動員其他大德比丘前往東方，跋耆族比丘也動員，與西方比丘辯論戒律。結果有七百人集會，最後談判破裂，而上座部則宣傳東部比丘僧團對於戒律的十種看法是錯誤的（又稱「十事非法」）。而在這個事件後，相傳東方僧團也召集了一萬僧眾，自行集結出經典與戒律。由於他們人數眾多，後世因此稱他們為「大眾部」。這是佛教僧團分裂的開始，揭開了「部派佛教」時期的序幕。
在阿育王時期，邀請目犍連（不是那位神通第一的大目犍連）子帝須長老來首都華氏城，召集一千名上座部長老，進行第三次結集，合誦三藏經典。在這次大會之後，阿育王又派遣僧侶四出傳教，阿育王的兒子摩哂陀率領四位長老和一位沙彌，被派前往僧伽羅國（又稱“師子國”，即今斯里蘭卡）建立僧團，傳入三藏經典，僧伽羅國王室將王室的亭園捐出，建立寺院，讓僧團居住，稱為大寺。其後摩哂陀的妹妹僧伽密多也前往斯里蘭卡，建立了比丘尼僧團，她並且將佛陀在菩提伽耶成道時所在菩提樹的分枝，帶往斯里蘭卡，種植於大寺之中，這是斯里蘭卡佛教的開始。

## 斯里蘭卡時期
傳入斯里蘭卡的佛教屬於上座部的一支，又稱分別說部，宏傳於印度西南部，與印度東部的大眾部、北部的可住子部和西北部的說一切有部並列為最早的四大派系，在教義上，傳承了上座部早期學說，與大眾部的差異不如後起上座部派系同大眾部的差異那樣大。因此傳入斯里蘭卡的分支，與其他二部都有相同點——律藏註釋稱摩哂陀以目犍連子帝須為和尚而出家，摩訶提婆為阿闍黎受十戒，以摩闡提為阿闍黎受具足戒，表明此時沒有不可調和的分歧。
至西元前一世紀，因為斯里蘭卡僧團中的長老，有鑑於國內曾發生戰亂，擔心教典散失，由羅揭多與五百名長老，於斯里蘭卡中部馬特列地區的阿盧寺會誦集結三藏教典，並以僧伽羅文字將經典寫在貝葉上成書，這是巴利文三藏最早的起源。南传佛教称此為第四次結集。在此同時，阿拔耶王（公元前44年～前17年）在無畏山修建了新的寺院，摩訶帝須率領大寺中的五百名僧侶前往住持，斯里蘭卡佛教於是分裂為大寺派與无畏山派兩支。後部份無畏山僧侶移往達古那山寺居住，以薩伽羅為領袖，另立一派，叫薩伽利耶派。至摩訶舍那王建立祗陀林寺，由薩伽羅派的古哄帝須住持，此派於是又被稱為祗陀林派，與無畏山派、大寺派並立為斯里蘭卡佛教的三大派系。這些僧侶以僧伽羅文寫作了許多的義疏，但是大部份都沒有流傳到後世。
大寺派與無畏山派之間存在很嚴重的分歧，彼此爭鬥。在摩訶先那（公元334年～361年）時代，住在無畏山的來自南印的僧伽蜜多法師傳佈吠多利耶學說，將大寺派僧人逐出首都9年，形成無畏山派獨盛的局面。法顯到達斯里蘭卡時，無畏山派的勢力仍然盛於大寺派。現代學者解讀玄奘《大唐西域記》稱无畏山派為“大乘上座部”。
西元五世紀前後，北印度菩提伽耶的覺音到達僧伽羅國首都阿努拉達補拉，進入大寺學習三藏經典。他將僧伽羅文義疏譯成巴利文，並且以巴利文寫作了許多註釋。覺音所秉承的主要都是大寺派的觀點，他寫作的《清淨道論》，對於南傳佛教有很大的影響，而《善見律毗婆沙》也在南北朝的南齊時被漢譯傳至中國。在這段時間中，大寺派僧人又寫作了《島史》，來記錄斯里蘭卡早期的佛教發展。《島史》及其後的《大史》是記錄斯里蘭卡及南傳佛教早期歷史的重要文獻之一。此後，大寺派僧人逐漸取得優勢。
至巴辣甘波布（Parakkamabahu）王時，重新統一了斯里蘭卡。他受他的老師舍利弗（Saliputta）影響，認定無畏山派及祗陀林派是異端，加以整頓，獨尊大寺派。此後，斯里蘭卡只剩大寺派一支傳承。
南傳佛教因其三藏及註釋使用巴利語，故又稱巴利佛教。也有人稱為南方佛教，因為這一系統的佛教，是由印度恆河流域向南方流傳，傳到斯里蘭卡，再傳到東南亞，這些地區都在印度之南。如就所屬部派來說，凡是信仰上座部佛法及皈依教團的，都可稱為上座部佛教或南傳佛教，如盛行中國雲南傣族已有一千三百多年的上座部佛教，流行越南南部的上座部佛教。

## 對外發展
上座部佛教在公元前3世紀已由孔雀王朝傳入現屬緬甸的孟族地區。隨著佛教在公元1世紀開始由印度向北方傳入，部派佛教與大乘佛教同期傳入中國。自東漢開始有了由犍陀羅語或梵語譯成漢語的上座部佛經，最早為安息三藏安世高譯出較多，這些佛經特別是《人本欲生經》、《陰持入經》和《安般守意經》有著重要的影響，帶動了魏晉南北朝佛教在中國的傳播。魏晉南北朝時期四部《阿含經》和五部廣律中的四部被先後翻譯成了漢語。南齊外國三藏僧伽跋陀羅翻譯了註釋斯里蘭卡上座部律藏的《善見律毘婆沙》，後秦罽賓三藏曇摩耶舍和曇摩崛多等人翻譯了分別說部《舍利弗阿毘曇論》。南梁扶南三藏僧伽婆羅翻譯了優波底沙造的《解脫道論》，這本論著被認為是寫於西元二世紀前後，可能屬於分別說部無畏山派。到了隋唐時期後所有部派佛教在中國逐漸沉寂，法相宗文獻中稱楞伽島的上座部為赤銅鍱部，並記載了其特色性的“有分識”和“意根”的學說。
另一方面，上座部佛教亦傳至南亞和東南亞地區。11世紀緬甸阿努律陀王朝征服孟族直通王國，放棄阿利僧派信仰並引入孟族僧侶所傳承的上座部佛教，其勢力使南傳佛教滲入暹羅北部和中部地區。經過斯里蘭卡於12世紀波罗迦罗摩巴忽一世國王在位於舉行結集，整頓佛教教團，使上座部佛教於斯里蘭卡臻於隆盛，期後透過比丘學習，傳返暹羅，促使當時素可泰王朝傾向上座部佛教。14世紀中葉老撾國王法昂娶柬埔寨吳哥王的女兒為妻並引入上座部佛教，從而傳播遍佈於整個湄公河流域。
在西元1361年，斯里蘭卡僧王被暹羅（今泰國）素可泰王請至國內建立僧團，這是泰國佛教的開始。此時，緬甸、暹羅和柬埔寨等地的僧人也不斷進入斯里蘭卡，學習佛法，並重新受戒。他們回國之後，也根據他們所受的戒律，在他們國內建立僧團，稱為僧伽羅僧團。這些僧侶，將斯里蘭卡大寺派的佛教傳承，帶往東南亞各地，成為南傳佛教的開始。
隨著南傳佛教的快速發展，斯里蘭卡因為國力衰弱，又受到外國勢力侵入，本土的佛教反而衰落了下去。至11世紀時，毘舍耶婆訶一世（公元1055年-1114年）曾經派使者至緬甸，請阿努律陀王派遣僧人至斯里蘭卡傳戒建立僧團，並為三大派建立很多寺院。其後波洛羅摩婆訶一世（公元1153年-1186年）使三大派重新團結一致。至18世紀，斯里蘭卡本土的佛教絕跡，教典散失，僧團、寺院也消失了。1750年，遣使至暹羅，請求僧人至斯里蘭卡傳戒。暹羅國王於1753年派優波離等十名僧侶至斯里蘭卡授戒，並且將巴利文三藏重新攜至斯里蘭卡，這也是目前斯里蘭卡暹羅派僧團的開始。1802年，摩訶格羅瓦‧匿納唯曼羅帝須，自緬甸受戒，建立比丘僧團，名為阿曼羅波羅派。1865年，阿般格訶梵多‧即陀沙婆自緬甸傳回藍曼匿派。雖然現代斯里蘭卡佛教可分為三大派系，但在見解上，他們都淵源於大寺派，所以教義仍然是相同的。
在 1857 年，緬甸貢榜王在曼德勒主持第五次結集，同年将巴利三藏经典刻在729方大理石上，藏于固都陶佛塔，號稱是「世界上最大的經書」。塔院建有七百二十九座白色小佛塔塔林，每座佛塔裡都有一塊大理石功德碑，分別刻有佛經一章。
在1954-1956年，緬甸政府在仰光建造了 Mahāpāsāna guhā (大石窟)，舉行了一次結集，有來自緬甸、泰國、斯里蘭卡、柬埔寨、寮國、越南、印度、尼泊爾等國的上座長老比丘參加。這次結集由：
- 大寶導師（Abhidhaja Maha Rattha Guru）堯揚西亞多（Nyaung Yan Sayadaw Bhaddanta Revata）主持
- 大班智達（Agga Maha Pandita）馬哈希西亞多（Mahāsi Sayadaw bhaddanta Sobhana）為詢問者[4]。
- 持三藏長老（Tipitakadhara Dhamma Banda-garika）明昆西亞多（Mingun Sayadaw Bhaddanta Vicittasarabhīvaṃsa）負責誦出三藏 （页面存档备份，存于）。

現今在斯里蘭卡、泰國、緬甸、老撾和柬埔寨有很多上座部佛教（當地教徒對南傳佛教的稱謂）教徒，當中泰國的上座部佛教徒佔該國佛教徒的90%。南傳上座部佛教有史料可征的約在7世紀中由緬甸傳入中國雲南地區。最初經典只口耳相傳。約在11世紀前後，泰文書寫的佛經經緬甸傳入西雙版納，至南宋景炎二年傣文創製後始有刻寫貝葉經文。現在雲南地區上座部佛教按其名稱可分為潤、擺莊、多列、左祗四派。

## 基本教義
上座部佛教視自己的傳承為保守佛陀的原本教法，而沒有對佛陀的教法作過多的發揮和改變。上座部佛教宣揚四聖諦、八聖道、十二因緣等佛教基本教理，以修行四念處斷除自我煩惱為宗旨，四雙八輩為其果證。
上座部佛教對戒律採保守的態度，不捨棄小小戒：
- 凡是尚未制定者不應再製；
- 凡是已經制定者不應廢除；
- 佛陀如何制定，即應如何受持遵行。[6]

## 主要經典
南傳上座部尊奉用巴利語誦持的三藏：
- 律藏
- 經藏（五尼柯耶）
  - 《長部》
  - 《中部》
  - 《相應部》
  - 《增支部》
  - 《小部》
- 論藏（七阿毘達磨）
  - 《法集論》
  - 《分別論》
  - 《界論》
  - 《人施設論》
  - 《論事》
  - 《雙論》
  - 《發趣論》

藏外文獻包含對三藏逐句註解的義註和複注，以及通釋三藏的《清淨道論》。

## 南傳菩薩道
| 南傳十波羅蜜 （十波羅蜜） |
| 佈施                      |
| 持戒                      |
| 出離                      |
| 忍辱                      |
| 真實                      |
| 決意                      |
| 慈                        |
| 捨                        |
| 精进                      |
| 智慧                      |
|                           |

| 北傳六波羅蜜 （六度/十度） |
| 佈施                       |
| 持戒                       |
| 忍辱                       |
| 精进                       |
| 禪定                       |
| 般若                       |
|                            |
| 方便                       |
| 願                         |
| 力                         |
| 智                         |

| 南傳十波羅蜜 （十波羅蜜） |
| 佈施                      |
| 持戒                      |
| 出離                      |
| 忍辱                      |
| 真實                      |
| 決意                      |
| 慈                        |
| 捨                        |
| 精进                      |
| 智慧                      |
|                           |

| 北傳六波羅蜜 （六度/十度） |
| 佈施                       |
| 持戒                       |
| 忍辱                       |
| 精进                       |
| 禪定                       |
| 般若                       |
|                            |
| 方便                       |
| 願                         |
| 力                         |
| 智                         |

雖然上座部佛教以解脫道為主流，但是在上座部的巴利三藏和注釋中也有記載有菩薩道的修行方法，稱為「大菩提乘」（Mahābodhiyāna），而且自古至今皆不乏其實踐者。要成為菩薩（bodhisatta）必須發「至上願」（abhinīhāra），並得到佛陀的親自授記。菩薩至少必須用四阿僧祇及十萬大劫的時間來圓滿十種波羅密。這十種波羅密分別是：佈施波羅密、持戒波羅密、出離波羅密、智慧波羅密、精進波羅密、忍耐波羅密、真實波羅密、決意波羅密、慈波羅密、捨波羅密。當菩薩修習諸波羅密達到圓滿時，就能證悟等正覺，成為一切知佛陀。
南傳巴利語系佛教與漢傳大乘佛教具有錯綜的關係。在南傳三藏中《小部》的《本生經》即集錄各種佛波羅密行的事蹟，《增支部》主張「心性本淨，為客塵染」，有人將其比照於「含生同一真性，客塵障故」的如來藏心性本淨思想。

## 僧俗關係
在《長部·教誡西伽羅經》中，佛陀提及出家沙門與在家信眾之間的相互義務。在家信眾應當以五種方式來奉待作為上方的沙門、婆羅門：以慈善的身業，以慈善的語業，以慈善的意業，不關閉門戶以及供養必需品。相應的，作為上方的沙門、婆羅門應以六種方式來慈湣在家信眾：令遠離惡行，令確立善行，以善意悲憫，未聽聞者令聽聞，已聽聞者令正淨，以及指示生天之道。
佛陀曾對諸比丘說：
諸比丘，諸婆羅門、居士對你們有許多助益，因為他們供養你們衣服、飲食、住所、病人所需的醫藥資具。你們對諸婆羅門、居士也有許多助益，因為你們為他們宣說〔此〕最初善妙、中間善妙、結尾善妙，具足深義與文句的正法，〔為他們〕顯示完全圓滿、遍淨的梵行。諸比丘，如此，通過彼此間的互相資助，使導向超越諸流、正盡苦邊的梵行得以住立。（《小部·如是語》第107經）
上座部佛教流傳的地區幾乎都是全民信教的地區，這固然與當地的風俗習慣及歷代諸王的護持有關，但佛教僧團所起到的表率作用也不容忽視。在傳統上，上座部佛教寺院既是兒童接受傳統教育的學校，又是當地村民社區活動的中心，基本上村中所有的會議、公共活動，都是在寺院中舉行。作為上座部比丘，他們既是知識的代表及道德的楷模，又是積累功德的對象及道德理想的倡導者，他們充當著廣大在家信徒精神導師和心理醫生的角色。佛教的影響在上座部教區無所不在，幾乎滲透到每一個人的生活方式、行為模式、價值觀念、人生趣向等方面。
南傳佛教国家一般有男子短期出家傳統，出家作为成年仪式而且时间次数不限。

## 對於「小乘」稱呼的不同觀點

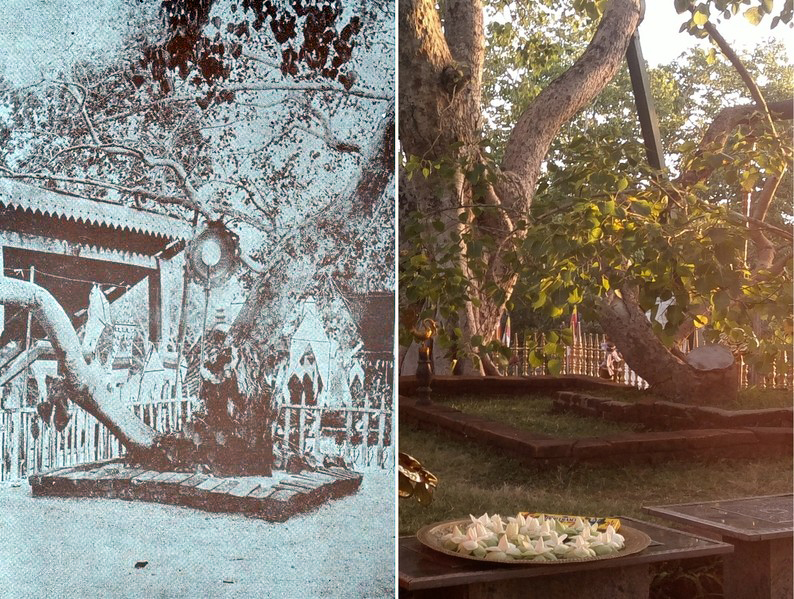
聖菩提樹，西元前3世紀僧伽蜜多從菩提伽耶移植到斯里蘭卡

歷史上，大乘經典使用「小乘」（Hīnayāna）一詞貶稱聲聞、緣覺二乘，提出“小乘”（二乘）與“大乘”的三乘說，如《妙法蓮華經》中以“三車”——声闻乘（羊車）、缘觉乘（鹿車）、菩薩乘（牛乘）喻佛說三乘，認為這三乘都是佛爲不同根基的學生所說，都是佛的教法，彼此不應誹謗，要互相尊重接納。在《妙法蓮華經》中明確指出，其實並無“小乘”與“大乘”的區別，佛法俱是一佛乘。不過，由於歷史原因，近現代仍然有人沿用「小乘」稱呼南傳佛教，這引起了一些南傳佛教徒的不滿。1950年，世界佛教徒聯誼會決定使用“上座部佛教”一詞稱呼南傳佛教，不應再使用“小乘”的稱呼。
目前，東亞各國官方已響應決議，不再使用“小乘”稱呼南傳佛教，不過在部分研究文獻和民間當中仍然有人沿用“小乘”一詞，學術研究上通常是因為直接轉述前人已經使用小乘字眼的內容原句；民間則是部份人士不願改變其原有的用詞習慣。葉均在《南傳上座部佛教源流及其主要文獻略講》表示：
|  | 從大乘和小乘這兩個名詞本身的概念來看，是包含著自褒貶他之意的。但現在的學術界，為了研究佛學而沿用此名，則無褒貶之意，而是對歷史發生發展的事實而作客觀的分析。從歷史上看，過去大乘和小乘之間的互相對立、爭執、排斥的情況是存在而且相當激烈的。內部自相鬥爭的結果，促使佛教在印度的消亡！這個問題，佛陀生前就曾警告他的弟子說：「彼人不了悟，『我等將毀滅』！若彼等知此，則爭論自息」（見法句第六頌）。……現在各國佛教徒的情況已經有所變化，大多數佛教徒都認識到，雖然佛教各派的學術思想有所不同，但都是本著釋迦牟尼的言教而各自發展起的，所以大家都願意互相往來，講團結，講友誼。從這方面講，我們就不能不注意，在彼此互相友好訪問之時，不宜採用「大乘」和「小乘」這樣可能引起誤會的言詞，為了加強各國佛教徒和人民的團結和相互尊重，應該稱他們為上座部佛教，這是他們一向自稱的正確的部派名稱。 |

達摩難陀長老在《佛教徒信仰的是什麼》表示：
|  | 1950年召開的佛教大會，明確的規定對南傳佛教的稱呼，無論在西方或東方一律使用上座部而不使用小乘。在大乘經典裡，也明確的指出「聲聞乘」，在上座部或大乘佛教裡，對這三乘之一的「聲聞乘」的解釋都是一致的。不同的部派對佛陀的教義有不同的理解。但是，兩千多年來，並不因此而導致佛教分裂。這體現了佛教徒獨一無二的容忍精神。 |

### 引用
1. ↑  《大史》第五章「第三次結集」
2. ↑  參見《善見律毘婆沙》阿育王品，《大史》第五章「第三次結集」
3. ↑  《大史》：这位国王衷心延续僧团，派使者携带礼品，到其朋友罗曼那国的阿努律陀国王那里去。从那里带来精通三藏的比丘，他们是持戒等高贵质量的源泉，就像长老一样有学问。国王向他们奉献了昂贵的礼物以后，就举行了出家仪式，多次获准加入他们主持的僧团。经常背诵三藏及其注释，在兰卡一度衰亡的胜者佛陀僧团现在又重发光辉。他在布罗提城的各个地区建造了很多漂亮的佛寺。使三派僧团的比丘们都有住处，还向他们布施大量的四种必需品，使他们心满意足。
4. ↑  《馬哈希尊者傳》 （页面存档备份，存于）讓我繼續談「Chattha Saṇgāyana」，第六次結集大會。
「saṇgāyana」的意思是「合誦」（結集）。在合誦的過程中，涉及到兩個人：提問者和誦答者。提問者通常問這部經在哪裡教導、為誰而說等等。在第一次結集時，大迦葉尊者擔任提問者，而阿難尊者和優波離尊者擔任誦答者。在第六次結集大會，裊將尊者長老擔任大會主席，馬哈希尊者擔任提問者，持三藏明昆尊者．維奇塔沙羅毘旺薩（Tipitakadhāra Mingun Sayādaw U Vicittasārābhivaṃsa）則是擔任誦答者。提問者與誦答者必須事先規劃、準備，才進行問答的程序。
5. ↑  您認識佛教嗎？ 台灣南傳上座部佛教學院 （页面存档备份，存于） 上座部佛教堅持傳承和保守佛陀的原本教法，不主張對佛陀的教法作過多的改變。
6. ↑  《大般涅槃經》：「我滅度後，隨僧伽樂欲，可廢小小學處。」
南傳大藏經《律藏》小品第十一五百〔結集〕犍度：

時，具壽阿難言諸長老比丘：「諸大德！世尊般涅槃時，曾對我言：『阿難！我滅度後，僧伽若欲者，小小戒可捨。』」「友！阿難！何者為小小戒，曾請問世尊否？」大德！何者為小小戒，我未曾請問世尊。」一分長老等言：「除四波羅夷外，餘為小小戒。」一分長老等言：「除四波羅夷、十三僧殘，餘為小小戒。」一分長老等言：「除四波羅夷、十三僧殘、二不定，餘為小小戒。」一分長老等言：「除四波羅夷、十三僧殘、二不定、三十捨墮，餘為小小戒。」一分長老等言：「除四波羅夷、十三僧殘、二不定、三十捨墮、九十二波逸提，餘為小小戒。」一分長老等言：「除四波羅夷、十三僧殘、二不定、三十捨墮、九十二波逸提、四提舍尼，餘為小小戒。」

時，具壽摩訶迦葉告僧伽，言：「諸大德！請聽我言！我等之戒，有關在家人，雖是在家人，亦知我等：此是汝等釋子應〔為〕，此是不應〔為〕。若我等捨小小戒，或有人言：『沙門瞿曇為弟子制戒，〔不久〕如煙矣！師在時學戒，今師般涅槃而不學戒。』若僧伽機熟，僧伽未制不得制，已制不得壞，隨所制之戒而持住。是乃表白。諸大德！請聽我言！我等之戒……『……今……不學戒。』僧伽未制不得制，已制不得壞，隨所制之戒而持住。未制不得制，已制不得壞，隨所制之戒而持住，具壽聽者默然，不聽者請言。僧伽未制不得制，已制不得壞，隨所制之戒而持住。具壽聽……了知。」

時，諸長老比丘言具壽阿難：「友！阿難！汝不問世尊何者為小小戒，是惡作，懺悔此惡作！」「諸大德！我失念，未問世尊何者為小小戒，我不見惡作，然信諸具壽故，懺悔此惡作。」

在《巴利大藏經‧大般涅槃經》中佛陀肯定了跋耆族人對待祖制的類似原則：
「世尊!我聞跋耆人未制立之[國法]，不[輕易]制立，已制立者，不[輕易]廢棄，尊崇實踐往昔跋耆人所制立之[國]法。」
，並開示了七不退法，其中有：「諸比丘!只要諸比丘依照未制立者不制立，已制立者不廢，實行所制立律法，諸比丘！則應預期諸比丘之興盛而非衰亡。」. : 74. maha-parinibbana-suttanta （巴利语）.
7. ↑  林崇安.  (PDF): 3–5.   [2015-06-30]. （原始内容存档 (PDF)于2015-09-15）.
8. ↑  《增支部‧一集‧第六彈指品》：諸比丘! 心者，是極光淨者，卻為客隨煩惱所雜染，而無聞之異生，不能如實解，故我言無聞之異生不修心。諸比丘! 心者，是極光淨者，能從客隨煩惱得解脫，而有聞之聖弟子能如實解，故我言有聞之聖弟子修心。
9. ↑  《楞伽師資記》：“理入者。謂藉教悟宗。深信含生。凡聖同一真性。但為客塵妄覆。不能顯了。若也捨妄歸真。凝住辟觀。自他。凡聖等一。堅住不移。更不隨於言教。此即與真理冥狀。無有分別。寂然無名之理入。”
10. ↑  引用中略去的原文：此頌是佛陀在祗陀林針對俱生皮的爭論比丘而說，其大意是：那些爭論不休的人完全不知道，我們將為此爭論所困而走上毀滅之途！如果他們懂得這種危險性，就不會爭論了。
11. ↑  世界佛教徒聯誼會 （页面存档备份，存于），1950年成立大會

## 外部連結
- 阿含經在线 南北传經藏对读
- 覺悟之路 （页面存档备份，存于）
- 上座部佛教百科 （页面存档备份，存于）
- 中文內觀 （页面存档备份，存于）
- 帕奧禪林 （页面存档备份，存于）
- 國際中文內觀網 （页面存档备份，存于）
- 馬哈希禪修中心 （页面存档备份，存于）
- 法雨道場 （页面存档备份，存于）
- 南傳上座部佛教 （页面存档备份，存于）
- 臺灣上座部佛學院 （页面存档备份，存于）
- 覺悟之翼
- Access to insight（页面存档备份，存于）
- 南傳上座部佛教源流及其主要文獻略講
- 泰國法身寺
- 新加坡善友禪中心
- 宣隆內觀禪
- 中国上座部佛教 （页面存档备份，存于）
- MBSC佛陀原始正法中心 （页面存档备份，存于）
- 《南傳菩薩道》 （页面存档备份，存于）